# 千鳥饅頭総本舗
株式会社千鳥饅頭総本舗（ちどりまんじゅうそうほんぽ）は、福岡県福岡市博多区に本社を置く製菓業者。

## 歴史
千鳥屋の系列にある企業の1つで、千鳥屋を創業した原田政雄・ツユ夫妻の次男・原田光博が1997年（平成9年）に設立した企業。千鳥屋の主力商品である「千鳥饅頭」「チロリアン」を主力商品として展開しており、中でも「チロリアン」は系列他社とは異なるフレーバーやコラボレーション商品など多彩に発売している。
創業者の原田光博は1938年（昭和13年）7月6日に生まれ、法政大学社会経営学部を卒業した後に千鳥屋の経営に関わり、1962年（昭和37年）に「チロリアン」を考案・発売した。1963年（昭和38年）から菓子作り修行のためにドイツを訪れ、修行先の菓子店の娘ウルズラと知り合い結婚。帰国後はツユを支えつつ、自身はドイツ菓子店「エルベ」、1969年（昭和44年）にはベーカリー事業の「スベンスカ」を起こした。ツユ没後の1997年（平成9年）に千鳥饅頭総本舗の前身となる「千鳥屋ファクトリー」を設立し、2000年にスベンスカを吸収し新たにチョコレート専門店「アナベル」を出店するなど精力的に活動するが、悪性リンパ腫を患い闘病の末2008年（平成20年）6月6日に没した。
光博は亡くなる4か月前の2月に代表を退き、妻の原田ウルズラを代表取締役とし、次男・原田健生を社長、三男・原田広太郎を補佐とする体制に一度は移行していたが、光博没後の12月には広太郎が辞任する。2010年（平成22年）にはウルズラが代表取締役社長に就任、アナベルを担当していた長男・原田浩司が千鳥饅頭総本舗へと戻って専務取締役となり、健生は常務取締役になるなど役員体制の変遷は続き、2011年（平成23年）12月には浩司が代表取締役社長、ウルズラが会長、広太郎が取締役となる新体制へと移行する。この際「基本をもう一度見直す」との方針から新商品開発よりも既存商品の強化へと転換し、ベーカリー事業（スベンスカ）の廃止検討に異を唱えた健生がベーカリー事業をもって2012年（平成24年）に独立した。

## 沿革
これ以前の沿革は、千鳥屋#沿革を参照。
- 1997年（平成9年） - 株式会社千鳥屋ファクトリーを設立。原田光博が代表取締役社長に就任[7]。
- 2000年（平成12年） - 本店を博多区上呉服町に移転[7]。
- 2001年（平成13年） - 糟屋郡新宮町に福岡セントラル工場を設立[7]。
- 2004年（平成16年） - 株式会社千鳥饅頭総本舗に社名変更[7]。
- 2008年（平成20年） - 原田ウルズラが代表取締役、原田健生が社長に就任[7][5]。
- 2011年（平成23年） - 原田浩司が代表取締役社長に就任[7][5]。
- 2015年（平成27年） - 「ポルトス」を発売[7]。
- 2020年（令和2年） - 本店を博多区上川端町に移転[7]。

## 商品
主力商品
- 千鳥饅頭
- チロリアン
- ポルトス

定番商品
- コリーナ
- かすていら
- 丸ボーロ
- 銅鑼焼き
- 豆松露
- 花千鳥
- こがねちどり
- バウムクーヘン
- コーコス
- あんころもち

## 提供番組
現在
- アサデス。KBC（九州朝日放送）

過去
- FBSきょうのニュース（福岡放送）
- RKBニュースワイド（RKB毎日放送）
- 今日感ニュース（RKB毎日放送）